# 바하마의 재외공관 목록

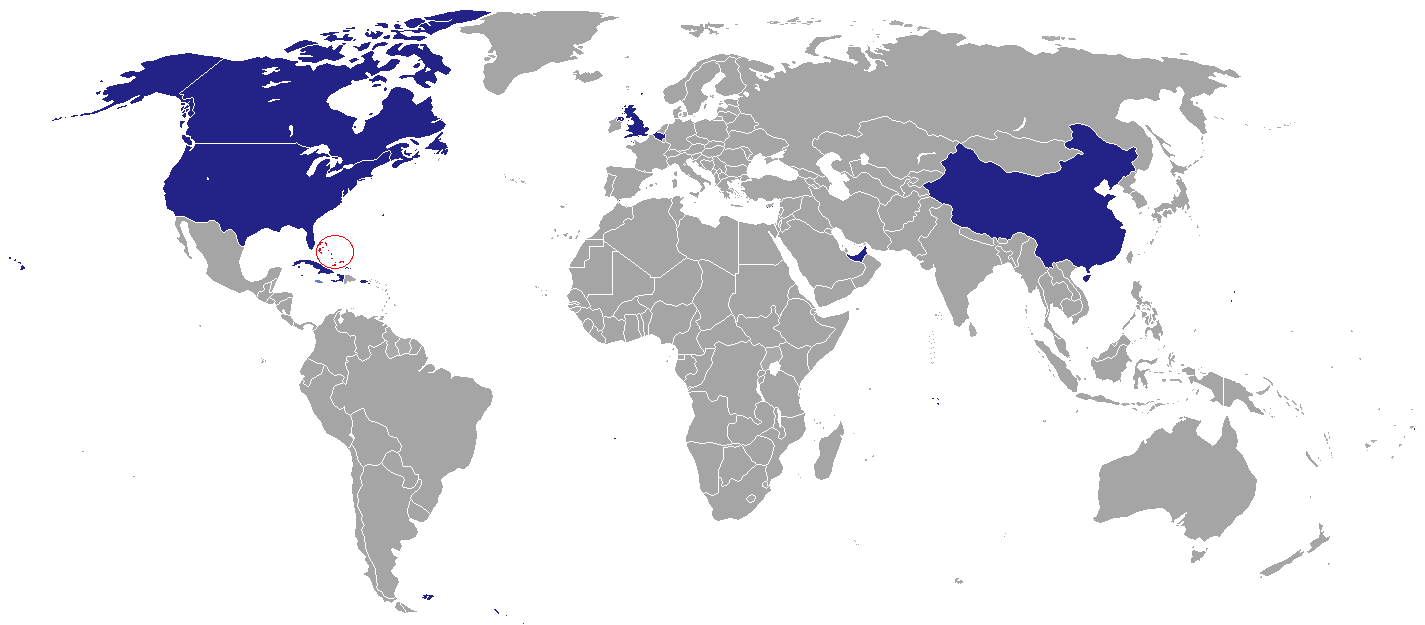
각국에 설치된 바하마의 재외공관들

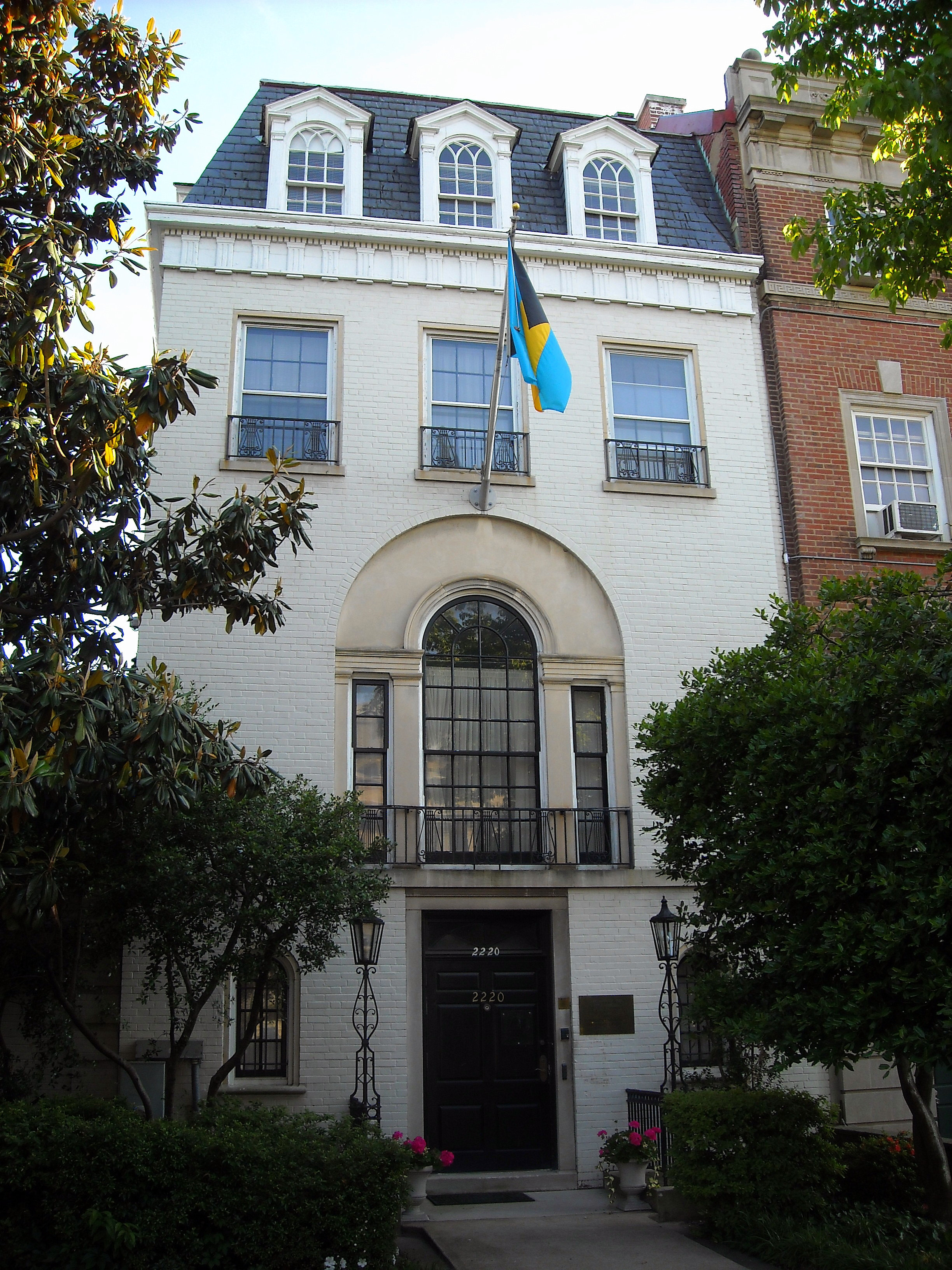
주미 바하마 대사관

바하마의 재외공관 목록은 바하마 주재 대사관과 고등판무관 사무소를 각국에 상주시켜 놓는 것을 의미하며, 바하마의 재외공관을 나열한 목록이다.

## 아메리카
- 캐나다 : 오타와 (고등판무관 사무소)
- 미국 : 워싱턴 D.C. (대사관), 뉴욕·마이애미·애틀랜타 (총영사관)
- 쿠바 : 아바나 (대사관)
- 아이티 : 포르토프랭스 (대사관)

## 유럽·아시아
- 영국 : 런던 (고등판무관 사무소)
- 중화인민공화국 : 베이징시 (대사관)

## 대표부
- UN 바하마 정부 대표부 : 뉴욕
- 미주 기구 바하마 정부 대표부 : 워싱턴 D.C.